# Néstor Frediani
Néstor Frediani (Capital Federal, 5 de agosto de 1960) es un exfutbolista y actual entrenador argentino. Se desempeñaba como mediocampista y tuvo una nutrida trayectoria deportiva.

## Clubes
| Club           | País      | Año       |
| -------------- | --------- | --------- |
| Quilmes        | Argentina | 1982-1986 |
| Colón          | Argentina | 1986-1987 |
| Talleres (RdE) | Argentina | 1987-1988 |
| Almagro        | Argentina | 1989-1991 |
| Luján          | Argentina | 1991-1992 |

## Palmarés
| Equipo         | País      | Título    | Año     |
| -------------- | --------- | --------- | ------- |
| Talleres (RdE) | Argentina | Primera B | 1987-88 |